# Katy Manning
Catherine Ann "Katy" Manning (nacida el 14 de octubre de 1946 en Guilford, Surrey, Inglaterra) es una actriz británica conocida por su papel de Jo Grant en la serie de ciencia ficción de la BBC Doctor Who. También ha hecho muchas apariciones en teatro, y ahora tiene la nacionalidad australiana. En 2009, Manning regresó al Reino Unido en busca de nuevo trabajo en la interpretación, y actualmente reside en Londres.

## Primeros años
El padre Manning era el columnista deportivo J. L. Manning. Como resultado de un accidente de coche, pasó un año en el hospital cuando tenía dieciséis años. A los dieciocho se fue a América, donde le ofrecieron un contrato de cinco años con la MGM. A su regreso a Gran Bretaña, Manning estudió en la Webber Douglas Academy of Dramatic Art, y después se unió a una compañía de repertorio de Wolverhampton, haciendo su debut en Man At The Top (1970).

## Carrera

### Doctor Who
Interpretó el papel de Jo Grant entre 1971 y 1973 junto a la tercera encarnación del Doctor interpretada por Jon Pertwee. Manning hizo inmediatamente buenas migas con sus compañeros de reparto, Pertwee, Nicholas Courtney (el Brigadier), John Levene (Sargento Benton), Richard Franklin (Mike Yates) y Roger Delgado (El Amo). Los fanes se suelen referir a esos personajes como "la familia de UNIT".
La conexión de Manning con Doctor Who continúa, ya que da voz a Jo Grant en las aventuras en audio de Companion Chronicles, y también es la voz de la Señora del Tiempo Iris Wildthyme en varias producciones de Big Finish. En 2005, Manning también apareció en Doctor Who - Inside the TARDIS con dos de los Doctores, Sylvester McCoy y Colin Baker, y hablaron de su experiencia en el longevo programa.
En octubre de 2010, Manning volvió al papel como Jo Jones (apellido de soltera Grant) en la cuarta temporada del spin-off de Doctor Who, The Sarah Jane Adventures, junto a Matt Smith como el Undécimo Doctor, Elisabeth Sladen como Sarah Jane Smith y Finn Jones como su nieto Santiago Jones. La historia de dos partes, titulada Death of the Doctor fue escrita por el antiguo productor ejecutivo de la serie, Russell T Davies. Tras las muertes de Elisabeth Sladen en abril de 2011 y Caroline John en junio de 2012, Manning es la única actriz superviviente intérprete de una acompañante femenina del Tercer Doctor. Los otros acompañantes supervivientes del periodo Pertwee son John Levene y Richard Franklin.

### Carrera posterior
Katy Manning escribió la serie de televisión Private Wives y se ha envuelto en otros proyectos de escritura y dirección. En 1980, fue de gira con VE Night de Peter Terson, junto a Ian Cullen y Jane Goddard. En Australia apareció en la obra Run for Your Wife (1987-1988), producción que fue de gira por el país. Otros miembros del reparto en esa producción fueron Jack Smethurst, David McCallum y Eric Sykes. También apareció en la película de cine negro de bajo presupuesto When Darkness Falls (2005) dirigida por el cineasta de documentales australiano Rohan Spong.
En junio y julio de 2007, apareció como Yvette en el espectáculo teatral 'Allo 'Allo junto a Gorden Kaye en el Twelfth Night Theatre en Brisbane. Guy Siner y Sue Hodge repitieron sus papeles de la serie de televisión originales, y otros personajes fueron interpretados por actores famosos de la televisión australiana como Steven Tandy y Jason Gann.
En 2011, apareció en la obra de teatro Death by Fatal Murder, obra de Peter Gordon y parte de la trilogía del Inspector Pratt.

### Me and Jezebelen el Edinburgh Fringe 2009
En 2009, Katy regresó al Reino Unido para su espectáculo individual Me and Jezebel, basado en una historia auténtica sobre Bette Davis invitándose a la casa de un fan por una noche y quedándose un mes, con Manning interpretando todos los papeles. Fue de gira entre marzo y abril en Inglaterra y también se representó en el Edinburgh Fringe 2009 en el Gilded Balloon Wine Bar en agosto. El espectáculo recibió una puntuación de cinco estrellas en el Edinburgh Evening News, que describió a Manning como "una de las mejores actrices de Gran Bretaña". Manning también recibió otras dos críticas de cuatro estrellas y apareció en la STV promocionando el espectáculo.

## Vida personal
Manning nació con miopía, lo que le provocó bastantes heridas mientras rodaba Doctor Who. Declaró en cierta ocasión: "¡Una vez intenté llevarme al niño equivocado a la salida del colegio!"
Manning tiene gemelos (un hijo, Jonathan, y una hija, Georgina) nacidos en 1979 con su pareja Dean Harris. Antes estuvo brevemente casada (sólo dos meses) con Raynor Burton. Los niños nacieron prematuran y sufrieron problemas de salud que provocaron que se mudara a Australia, donde conoció a su pareja de larga duración Barry Crocker. La relación terminó cuando Manning regresó al Reino Unido en 2010.

## Filmografía

### Televisión
| Año  | Título                    | Papel                               |
| ---- | ------------------------- | ----------------------------------- |
| 1970 | Softly, Softly: Taskforce | Peggy                               |
| 1971 | Mr. Tumbleweed            | Bride                               |
| 1971 | Man at the Top            | Julia Dungarvon                     |
| 1971 | Doctor Who                | Jo Grant                            |
| 1973 | Armchair Theatre          | Anna                                |
| 1977 | Target                    | Joanne                              |
| 1978 | Whodunnit?                | TBD (Episodio: "A Safe Way To Die") |
| 2002 | All Saints                | Greta Franck                        |
| 2010 | The Sarah Jane Adventures | Jo Jones                            |

### Cine
| Año  | Título                               | Papel           |
| ---- | ------------------------------------ | --------------- |
| 1973 | Don't Just Lie There, Say Something! | Damina          |
| 1975 | Eskimo Nell                          | Hermione        |
| 1984 | Melvin, Son of Alvin                 | Estelle         |
| 1986 | The Quest                            | Mrs. Cannon     |
| 2006 | When Darkness Falls                  | Miss Harrington |
| 2011 | Oakie's Outback Adventures           | Oakie           |